# Himeji slott
Himeji slott (姫路城 Himeji-jō?) är ett japanskt slott beläget i Himeji i Hyōgo prefektur.
Det är ett av de äldsta ännu existerande byggnadsverken från det medeltida Japan. Det blev uppsatt på Unescos världsarvslista år 1993 och är en av den japanska nationens kulturskatter. Tillsammans med slotten Matsumoto slott och Kumamoto slott är det ett av Japans "tre berömda slott". 
Himeji syns ofta på japansk TV. Slottet i Edo (dagens Tokyo) har inget centralt torn så när en film som Abarembo Shogun behöver ett mäktigare alternativ, väljer man Himeji.
Det är även kallat Hakurojō ("Snöiga hägern") på grund av sin extremt vita exteriör.

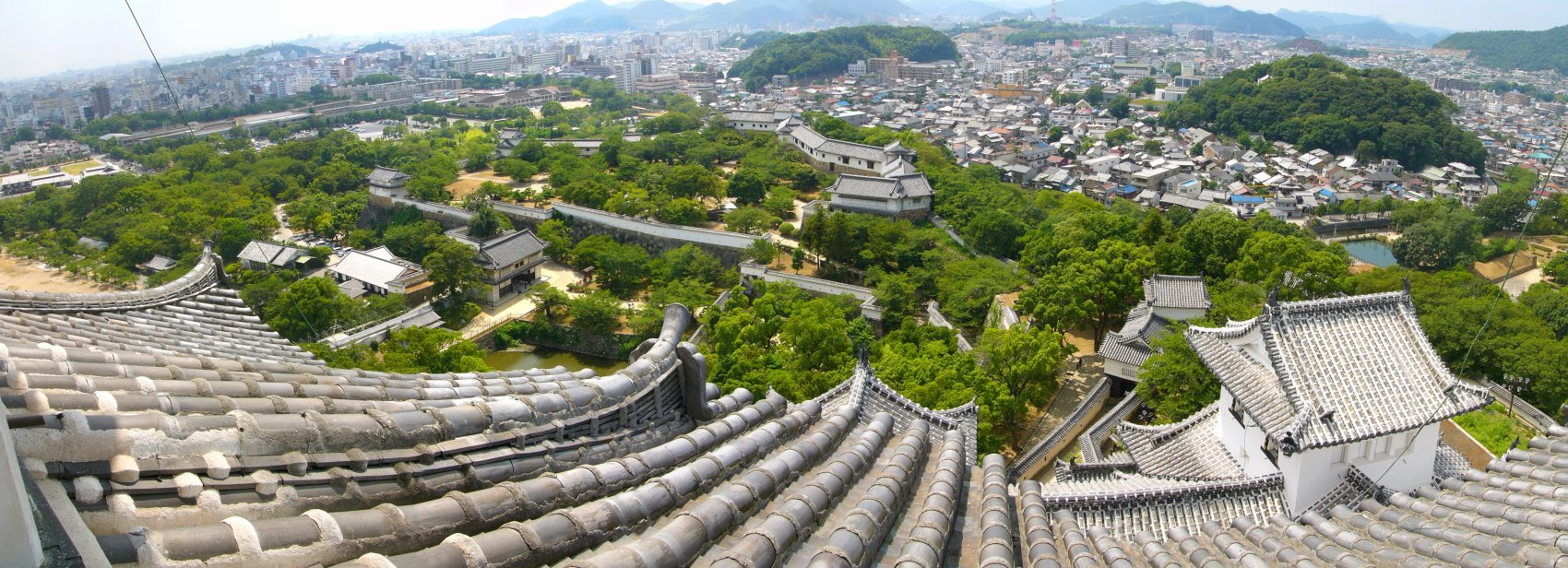
Panoramabild uppifrån slottet med staden Himeji i bakgrunden

## Historia

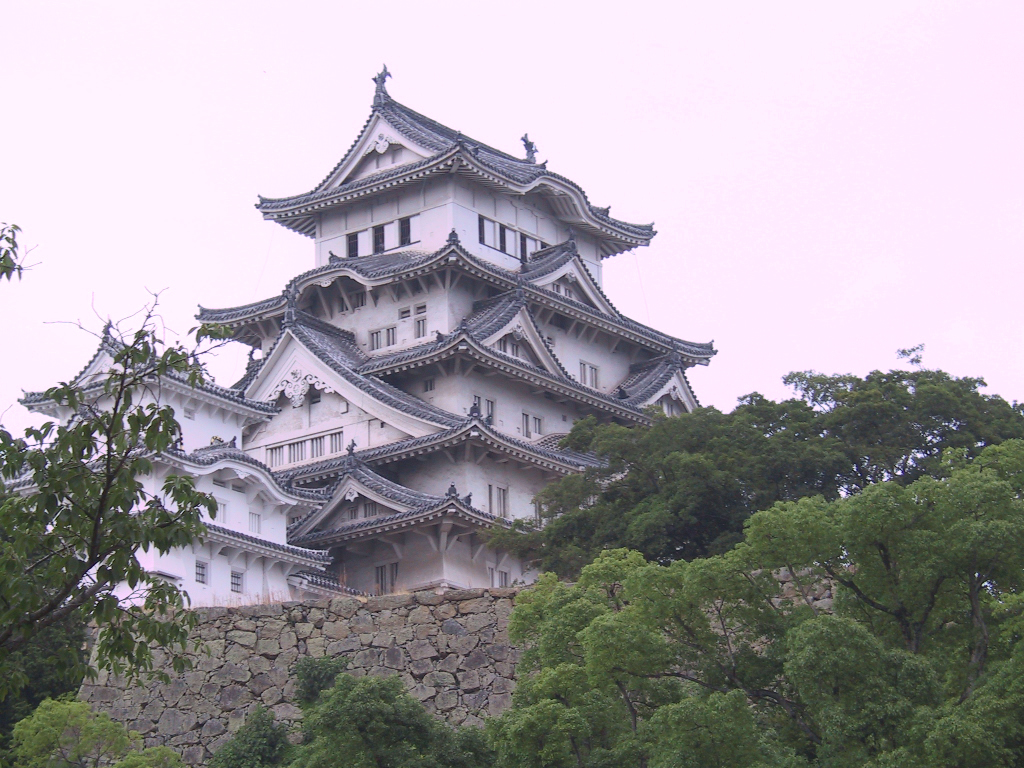
Slottets huvudtorn

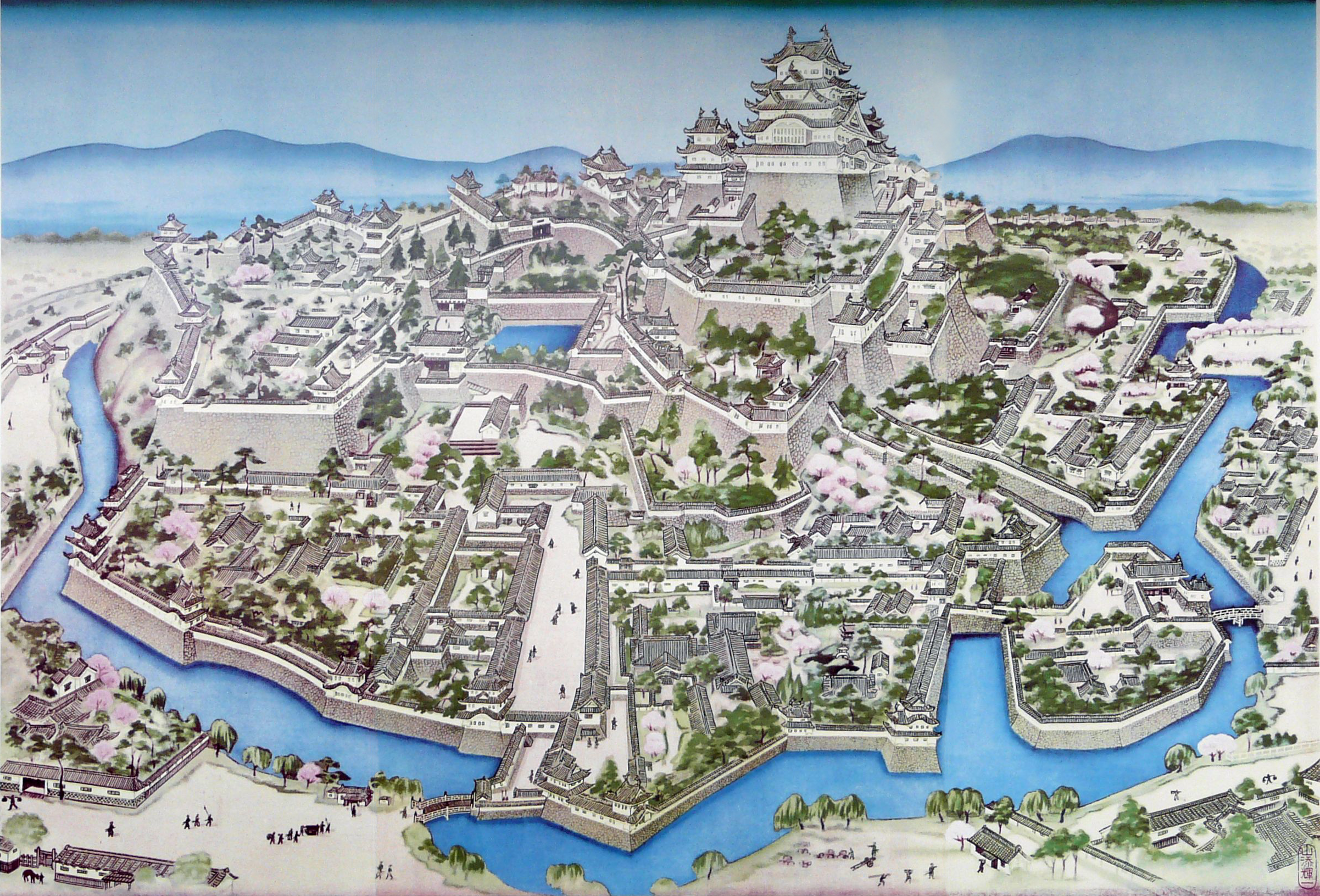
Gammal målning av slottet

Slottet var planlagt och byggt under Nanboku-cho-eran i Muromachi-perioden. År 1346, planerade Akamatsu Sadanori ett slott vid basen av berget Himeji, där Akamatsu Norimura tidigare byggd ett Shomyoji-tempel. När Akamatsu dog i Kakitsu-kriget, tog Yamana-klanen över planeringen av slottet; Akamatsus släkt tog över makten igen i det följande Oninkriget
1580, tog Toyotomi Hideyoshi över makten över slottet och Kuroda Yoshitaka byggde ett tre våningar högt torn.
Efter slaget vid Sekigahara år 1600 gav Tokugawa Ieyasu slottet Himeji till Ikeda Terumasa. Ikeda satte igång ett åtta år långt expansionsprojekt som gav slottet ett utseende nästan så som det ser ut idag. Den senaste stora tillbyggnaden var västra cirkeln som blev klar år 1618
Himeji var ett av de sista fästena för Tozama Daimyo vid slutet av Edo-eran. 1868, sände det nya japanska styret iväg Okayama-armén, under Ikeda Terumasas kommando, för att rensa slottet med blanka skott och driva ut ockupanterna.
När Han-systemet blev förbjudet år 1871, såldes Himeji på auktion. Det slutgiltiga priset blev 23 yen och 50 sen. Kostnaden för att riva slottet visade sig vara för stor och som ett resultat blev det övergivet.
Det tionde infanteriregementet ockuperade Himeji år 1874 och krigsministeriet tog sedan kontroll över slottet 1879. Huvudtornet renoverades 1910 för 90 000 yen i insamlade medel.
Vid slutet av andra världskriget, 1945, bombades Himeji. Trots en närliggande skola brann ner till grunden överlevde slottet nästan helt orört, förutom några enstaka närliggande träffar.

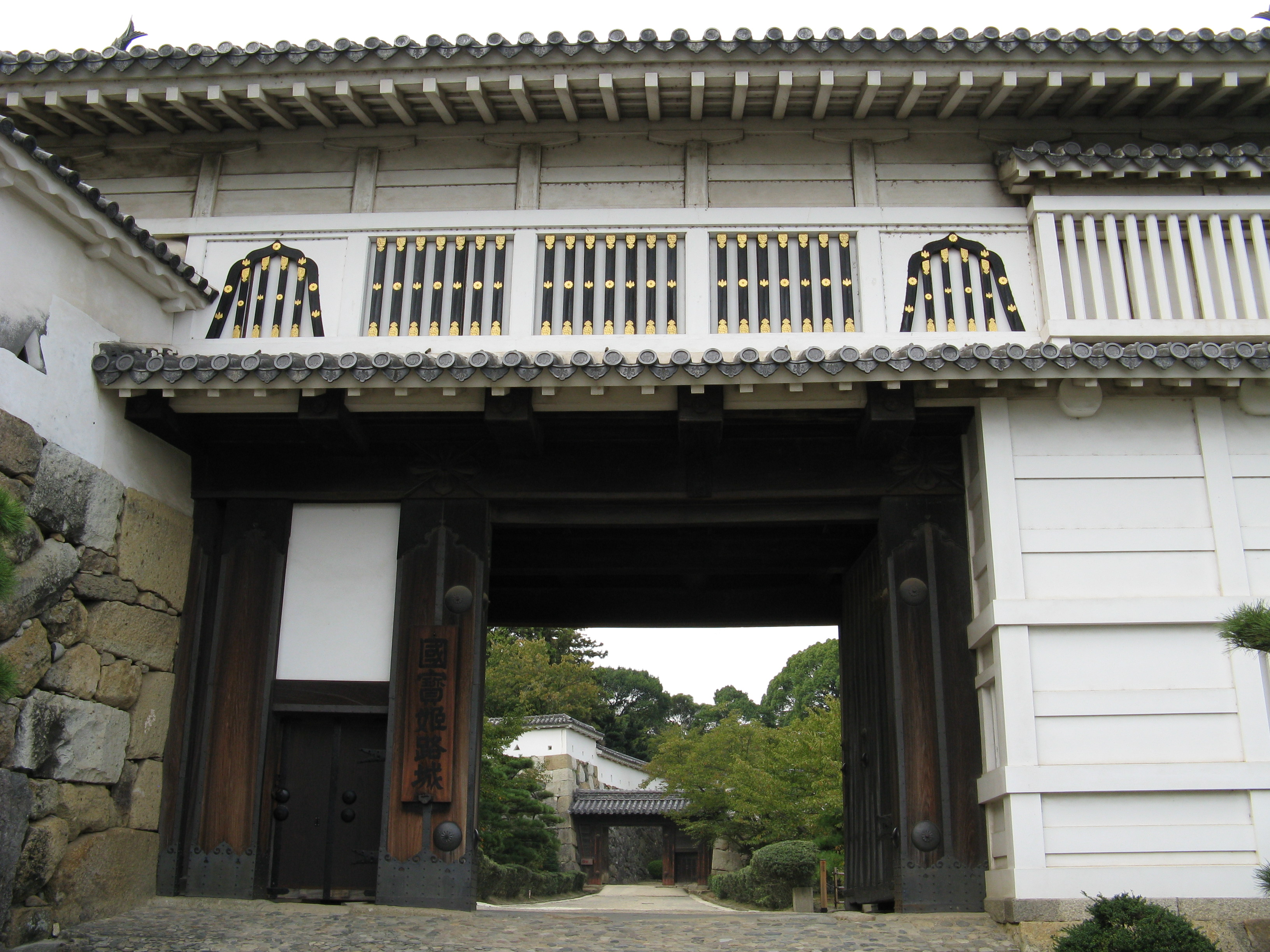
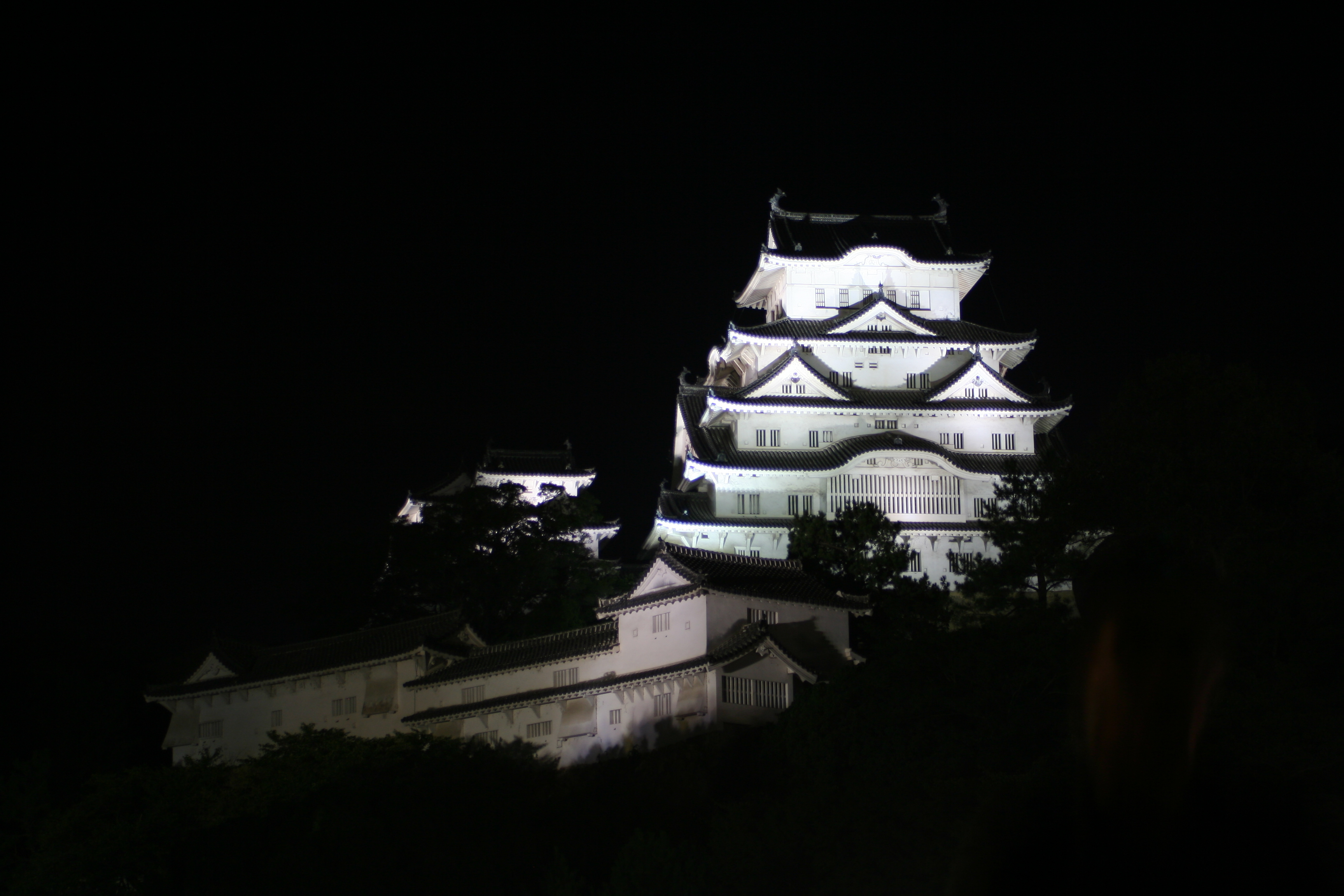
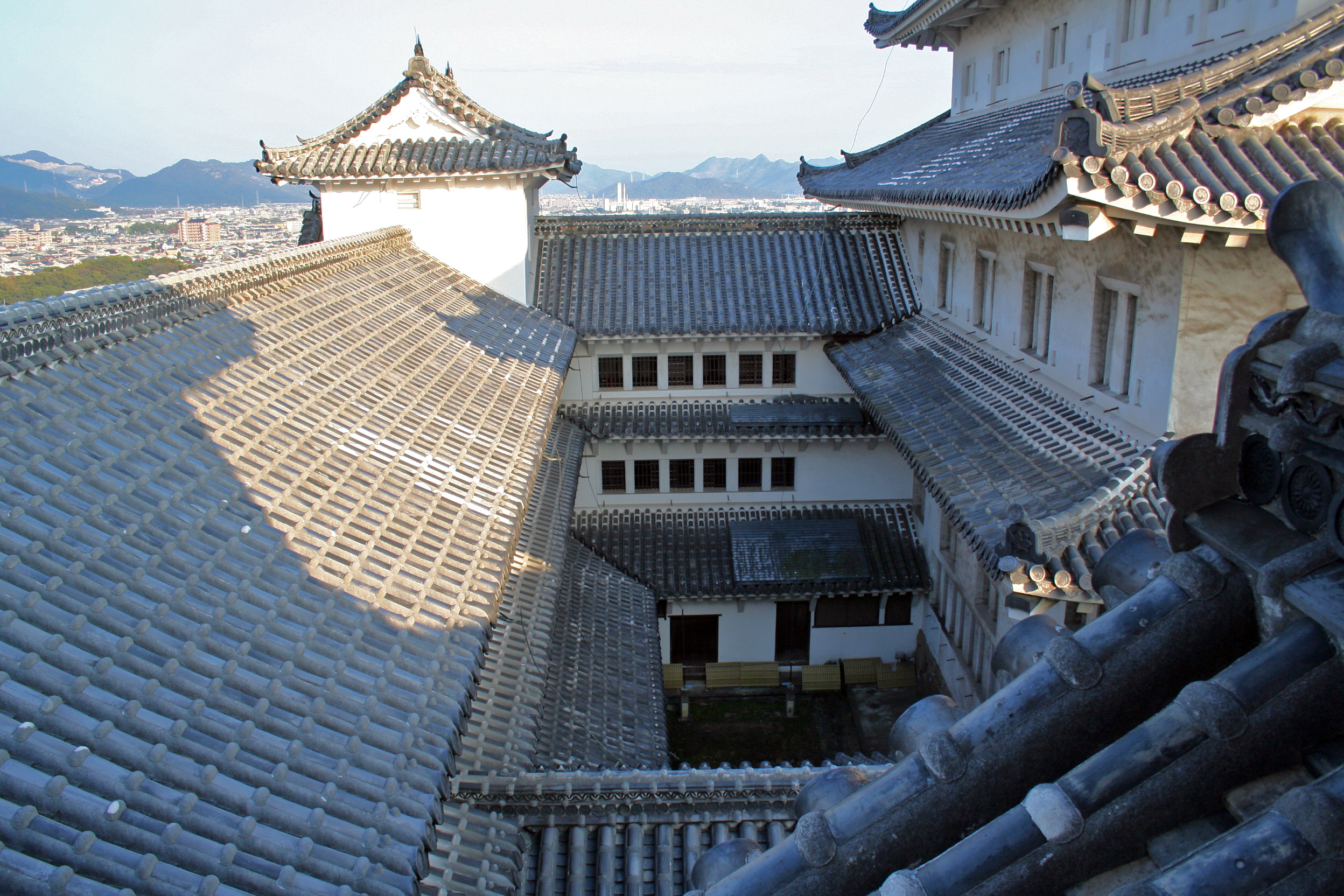
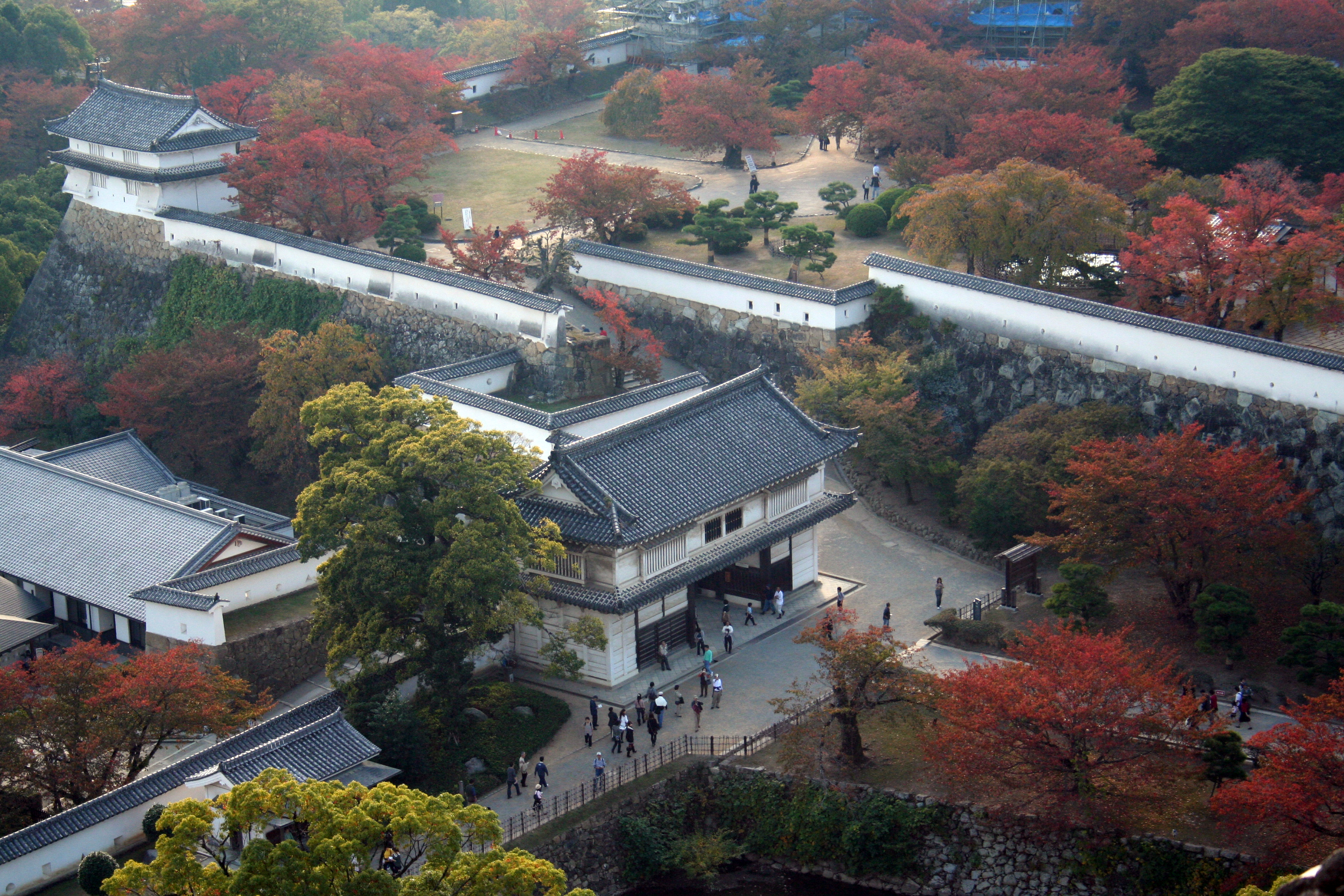
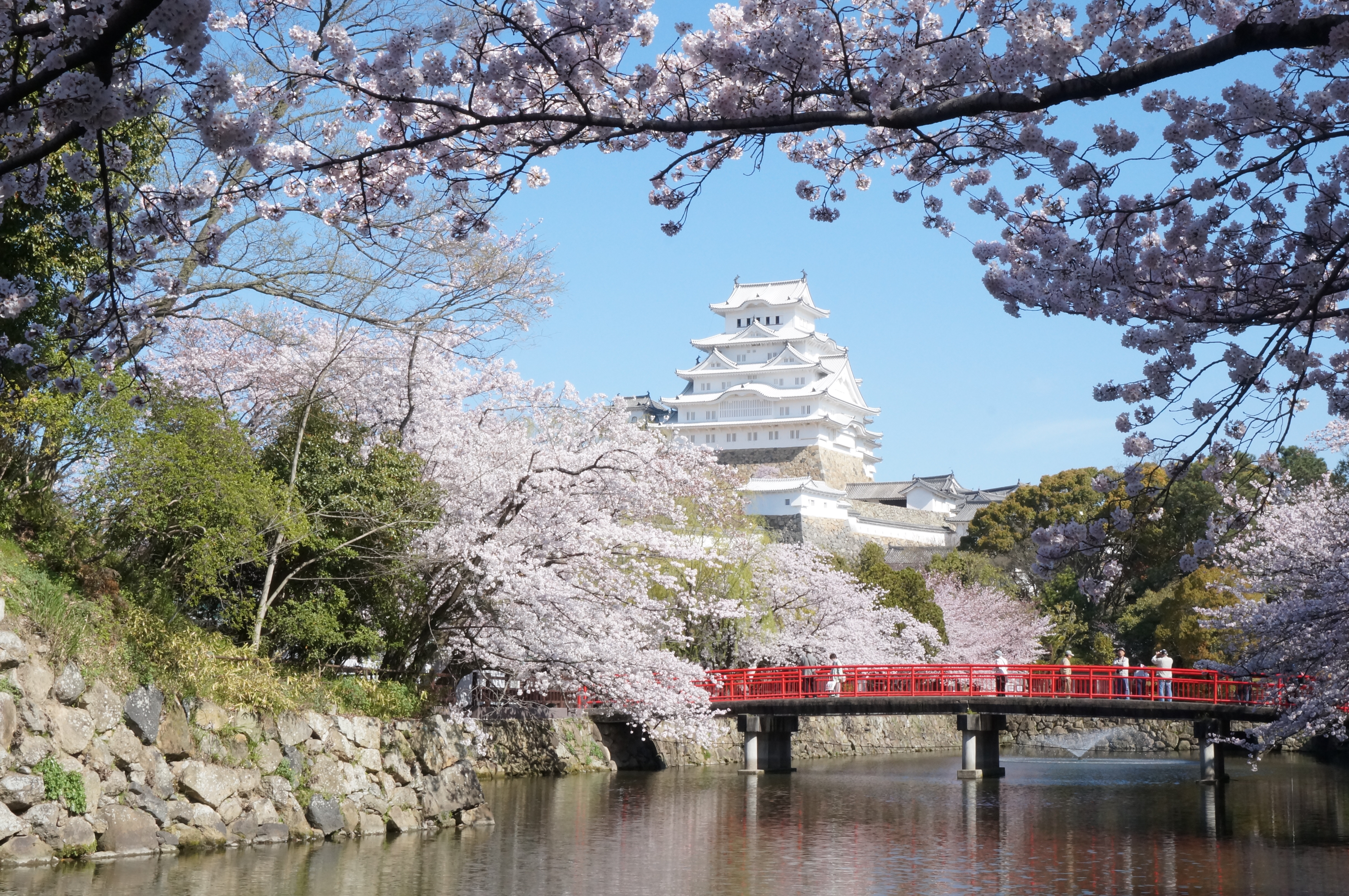